# Cuerpo de Bomberos de Quilicura
El Cuerpo de Bomberos de Quilicura (CBQ) corresponde al Cuerpo de Bomberos de Chile que opera en la comuna homónima, en Santiago de Chile. Fue fundado el 29 de enero de 1954.
Actualmente se encuentra conformado por 4 compañías que desarrollan múltiples labores como la extinción de incendios, ya sea estructurales, forestales e industriales, atención a rescates vehiculares, salvamentos y rescates técnicos, así como también el manejo de emergencias con incidentes con materiales peligrosos.La jurisdicción del Cuerpo de Bomberos de Quilicura abarca 58 km², atendiendo a una población total de 210.410 personas (Censo, 2017).
Cada año, y desde 2009, el Cuerpo de Bomberos de Quilicura realiza en forma de homenaje a su Voluntario Fundador y Primer Comandante del Cuerpo de Bomberos la competencia interna que lleva por nombre "Comandante Sergio Romo Lira", donde participa la totalidad de Compañías del Cuerpo con el propósito de evidenciar sus destrezas y habilidades bomberiles.

## Historia
A partir de la segunda mitad del siglo XX, la comuna de Quilicura comenzó a experimentar un vertiginoso y exponencial crecimiento sociodemográfico, poblacional y cultural, transformándose en una comuna aceleradamente urbanizada, por ello, la construcción de nuevas viviendas fueron cada vez más recurrentes, encontrándose también próximas a la capital. En este sentido, para salvaguardar las nuevas propiedades, en el año 1952 un grupo de vecinos inició el sueño altruista de fundar el Cuerpo de Bomberos de Quilicura debido a las sistemáticas emergencias de incendio que ocurrían en la comuna. 

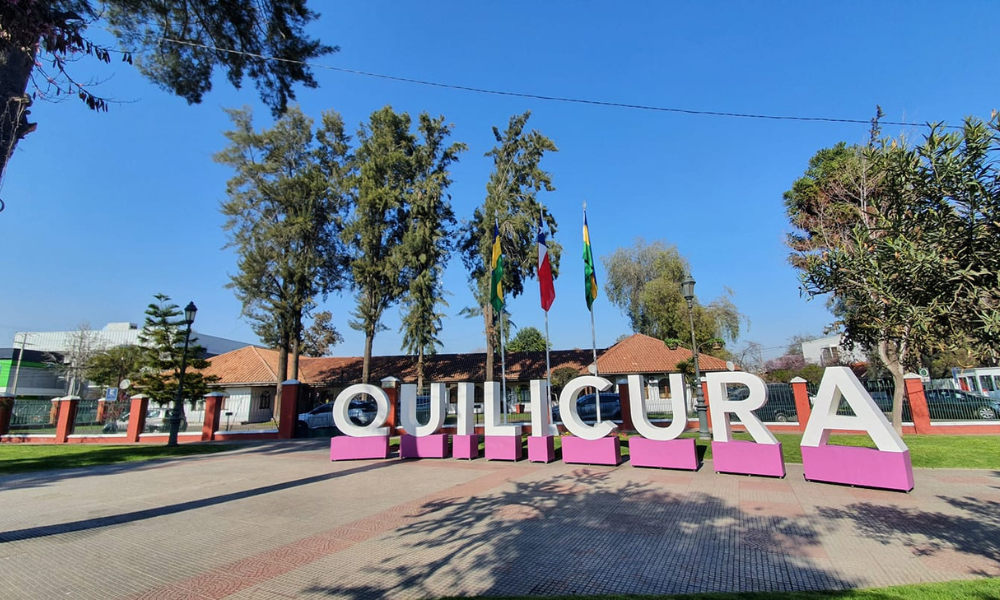
Ilustre Municipalidad de Quilicura.

El 29 de enero de 1954, en la Ilustre Municipalidad de Quilicura, se da origen a la Primera Compañía, y a su vez, el Cuerpo de Bomberos de Quilicura, sesión que fue presidida por el alcalde de la época don Francisco Romo Lira. La Compañía fundadora del Cuerpo de Bomberos de Quilicura fue la encargada de dar curso a la historia inagotable de altruismo, nobleza y valor, bajo el lema "Abnegación y Sacrificio." Con el tiempo, la Primera fue adoptando la especialidad de rescate debido a la masiva cantidad de emergencias de índole vehicular debido a las autopistas que interconectan la comuna con otras jurisdicciones. 
Años posteriores, específicamente el 13 de noviembre del año 1970 tras la necesidad de contar con otra Compañía de Bomberos frente al progresivo crecimiento comunal y las emergencias que cada vez eran más recurrentes, se funda por medio de agrupaciones de vecinos del sector El Mañío, que es una de las poblaciones más antiguas de la comuna, la Segunda Compañía de Bomberos de Quilicura, quienes con el tiempo adoptarían la especialidad de respuesta a incidentes con materiales peligrosos e incendios industriales. 

Seguidamente, el 10 de septiembre de 1972 un poblador de la naciente población El Cortijo en una reunión de vecinos propone fundar una Tercera Compañía de Bomberos. No obstante, es preciso mencionar que en esos años el sector estaba bajo la jurisdicción de la comuna de Quilicura, por tal motivo, los inicios fueron como Tercera Compañía de Bomberos de Quilicura. Luego de 11 años como Compañía, y a raíz de cambio de límites comunales, dicha Compañía pasó a formar parte de la jurisdicción de la comuna de Conchalí, y luego de un período de preparación y transición fueron reconocidos como la actual Séptima Compañía de Bomberos de Conchalí.

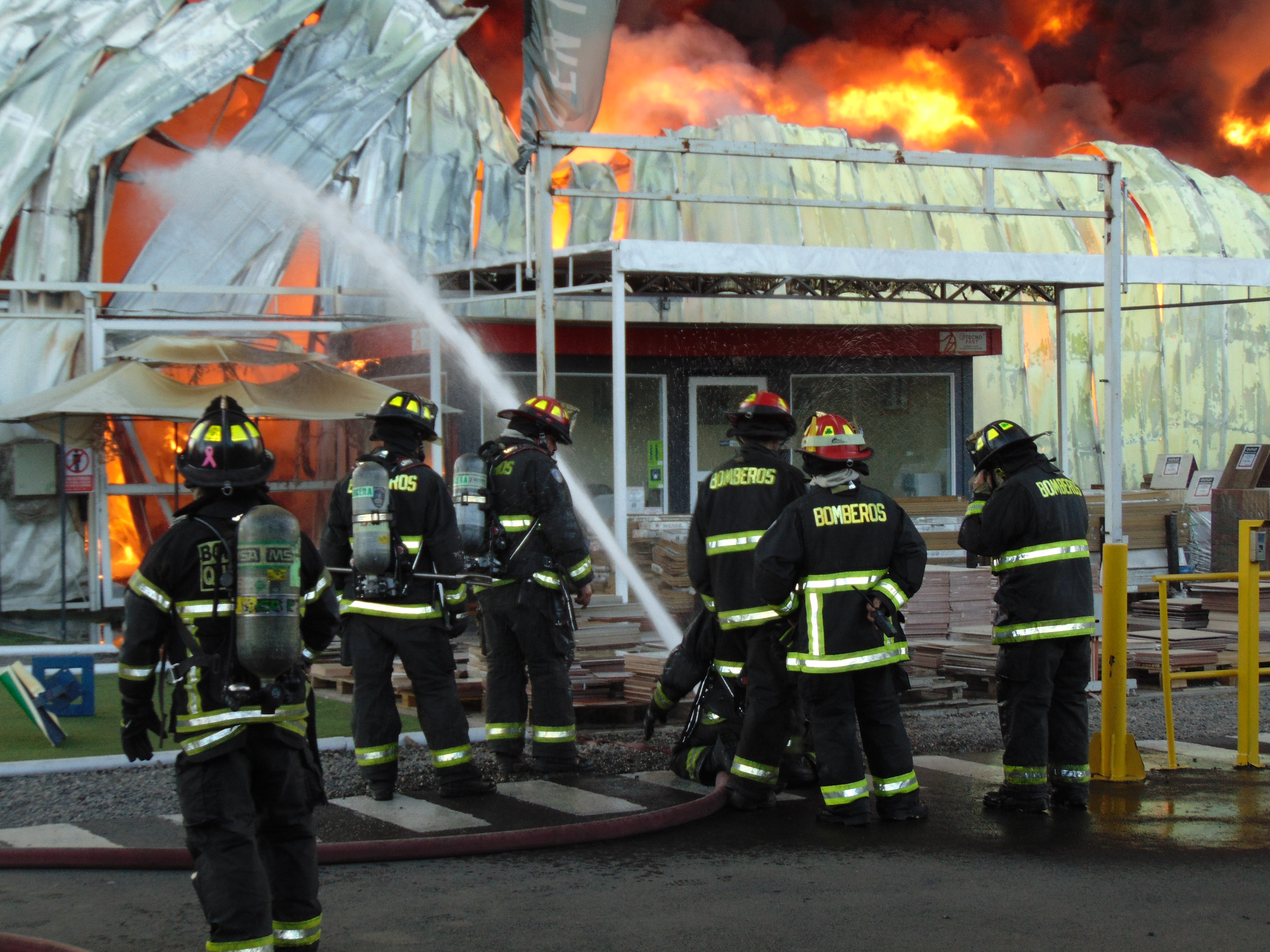
Incendio Insdustrial en Luis Olea y Américo Vespucio comuna de Quilicura, 2021

Luego de un par de años, un grupo de vecinos de la población Pucará de Lasana inició la tramitación correspondiente para fundar la Tercera Compañía de Bomberos de Quilicura, acción que se concretaría durante los años 90. 
En el año 1999, un Comité de Seguridad ubicado en Lo Marcoleta, inicia lo necesario para dar curso a una Brigada de Bomberos como Cuarta Compañía de Bomberos en formación, esto a partir de la demora en los tiempos de respuesta de las Compañías existentes debido a lo periférico que se encontraba el sector de Lo Marcoleta. Por ende, y teniendo en consideración el cierre de la Tercera Compañía de Bomberos de Pucará de Lasana, en el año 2001 se concreta la formación de la Tercera Compañía de Bomberos "Bomba Lo Marcoleta" para de esta manera responder a las emergencias del sector poniente de la comuna, la cual tras años de capacitación adoptaría la especialidad de Escalas.
Finalmente, el 9 de febrero de 2013 se funda la Cuarta Compañía "Bomba Amistad Turca - Chilena" ubicada en el sector de Lo Cruzat por un grupo de personas que juró servir voluntariamente a la comuna, quienes con el tiempo lograron desarrollar la especialidad forestal debido a los recurrentes servicios de esta índole en la comuna, siendo la Cuarta la Compañía más flamante con que cuenta este Cuerpo de Bomberos.

## Acta de fundación del Cuerpo de Bomberos de Quilicura
En Quilicura, el 29 de enero de 1954, a las 20:30 horas se reúnen en la Alcaldía de la Ilustre Municipalidad de Quilicura los señores: Francisco Romo Lira, Osvaldo Lira Valencia, Luis Dianta Astete, Jorge Gómez Auguer, Carlos Dianta Astete, Jorge Puelma Correa, Atilio Márquez Figueroa, José Villegas Vargas, Sergio Torres Torres, Hernán Torres Torres, Alfredo Calderón Garrido, Manuel Morales Valdés, Jorge Valdebenito Justiniano, Osvaldo Lira Valencia, Miguel Pizarro Venegas, Mauricio Muños Manbrick, Luis Jiménez Pávez, Gilberto Larenas Barahona, Roberto Salas Wak, Pedro Escobar Baeza, Gabriel Romo Romo, Custodio Rozas Díaz, Manuel Valeria Díaz, Luis Extraige Poblete, Ernesto Gaymer, Juan Gutiérrez, Eduardo Krumm Valencia, Carlos Lira Valencia, donde los vecinos de la comuna acuerdan unánimemente formar el Cuerpo de Bomberos de Quilicura y su Primera Compañía. 
Se encuentran presentes como asesores técnicos los señores Camilo Fontova y Arturo Llona, Superintendente y Tesorero General del Cuerpo de Bomberos de Conchalí, por aclamación general, se pide a don Francisco Romo Lira, Alcalde de la comuna que preceda la reunión.
El Señor Francisco Romo Lira manifiesta lo siguiente: "Ante todo agradezco vuestra confianza que se me hace, al ofrecerme la presidencia de este acto de transcendental importancia para la comuna de Quilicura, y para cada uno de los presentes. Ha sido una preocupación constante del que os habla y suma clara ambición en ver formado en el pueblo el Cuerpo de Bomberos, y esta idea que ha ido incubándose ya más de dos años a la fecha, hoy se cristaliza en esta primera reunión para crear en forma definitiva esta institución de deber y sacrificio en bien de la comuna y sus habitantes. Tengo el honor de presentar al señor Camilo Fontova, Superintendente del Cuerpo de Bomberos de Conchalí, quien explicará a ustedes los deberes del Bombero y la formación del Cuerpo."
El Señor Fontova expone: "Agradezco al señor Alcalde de la comuna la distinción que me hace objeto y me obligo a prestar ayuda material y espiritual que sea posible de mi parte y del Cuerpo de Bomberos que represento, ser Bombero significa sacrificio desinteresado del prójimo, y se contrae la obligación moral de hombre y caballero de servirlo, sin expectativas o retribución, en cualquier clase de siniestro o catástrofe, prodigándolo todo sin exigir nada. La constitución del Cuepo de Bomberos es la siguiente: un Superintendente, un Tesorero, un Director por cada Compñaia que cuente el Cuerpo."
La Constitución de la Compañía es la siguiente: un Director, un Capitán, dos Tenientes, un Ayudante y un Maquinista, ahora toca a ustedes elegir las personas que desempeñarán los respectivos cargos. Se escogeràn en votación secreta entre las personas que sean propuestas por la asamblea.
El Señor Francisco Romo Lira refiere: "Propongan nombres para Superintendente. Por ende, se proponen los nombres de los señores Francisco Romo, Agustín Boza y Sergio Romo. Se procede a la votación y es elegido don Agustín Boza por simple mayoría, trece votos.
El Señor Francisco Lira expone: "Ha sido elegido Superintendente el Señor Agustín Boza, por ello, propongan nombre a Comandante. La primera mayoría escoge al Primer Comandante y la Segunda al Segundo Comandante."
Se propone a los señores Sergio Romo, Osvaldo Lira, Mauricio Muñoz y Jorge Puelma. Son elegidos los señores Sergio Romo por doce votos y Mauricio Muñoz por cinco votos.
El Señor Alcalde prosigue con las votaciones indicando: "Han sido elegidos los señores Sergio Romo y Mauricio Muñoz. Propongan nombre para Secretario."
Se propone para Secretario, el nombre del señor Atilio Márquez únicamente. Ante esto, el Señor Alcalde menciona: "Por haber propuesto solamente un nombre se elige sin votación. Propongan nombre para Tesorero."
Tras proponerse únicamente el nombre de don Oscar Araya Olivares, el Señor Alcalde menciona: "Por haber propuesto solamente un nombre se elige sin votación. Propongan nombre para Director de la Primera Compañía."
Se proponen a los señores Osvaldo Lira Valencia y Francisco Romo. Resulta elegido el señor Osvaldo Lira. Ante ello, el Señor Alcalde refiere: "Ha sido elegido don Osvaldo Lira, Director. Propongan nombres para Capitán."
Se propone solamente el nombre del señor Francisco Romo Lira, que se da por elegido sin votación.
Verificadas las elecciones, se da el siguiente resultado:
- Superintendente: Don Agustín Boza, con 13 votos.
- Primer Comandante: Don Sergio Romo, con 12 votos.
- Segundo Comandante: Don Mauricio Romo, 5 votos.
- Secretario: Don Atilio Márquez, unánime al no haber más candidatos.
- Tesorero: Don Oscar Araya, unánime al no haber más candidatos.
- Director Primera: Osvaldo Lira, unánime al no haber más candidatos.
- Capitán Primera: Francisco Romo, unánime al no haber más candidatos.
 29 de enero de 1954.

## Compañías
El Cuerpo de Bomberos de Quilicura (CBQ) actualmente está conformado por las siguientes Compañías, y según sus respectivas jurisdicciones:

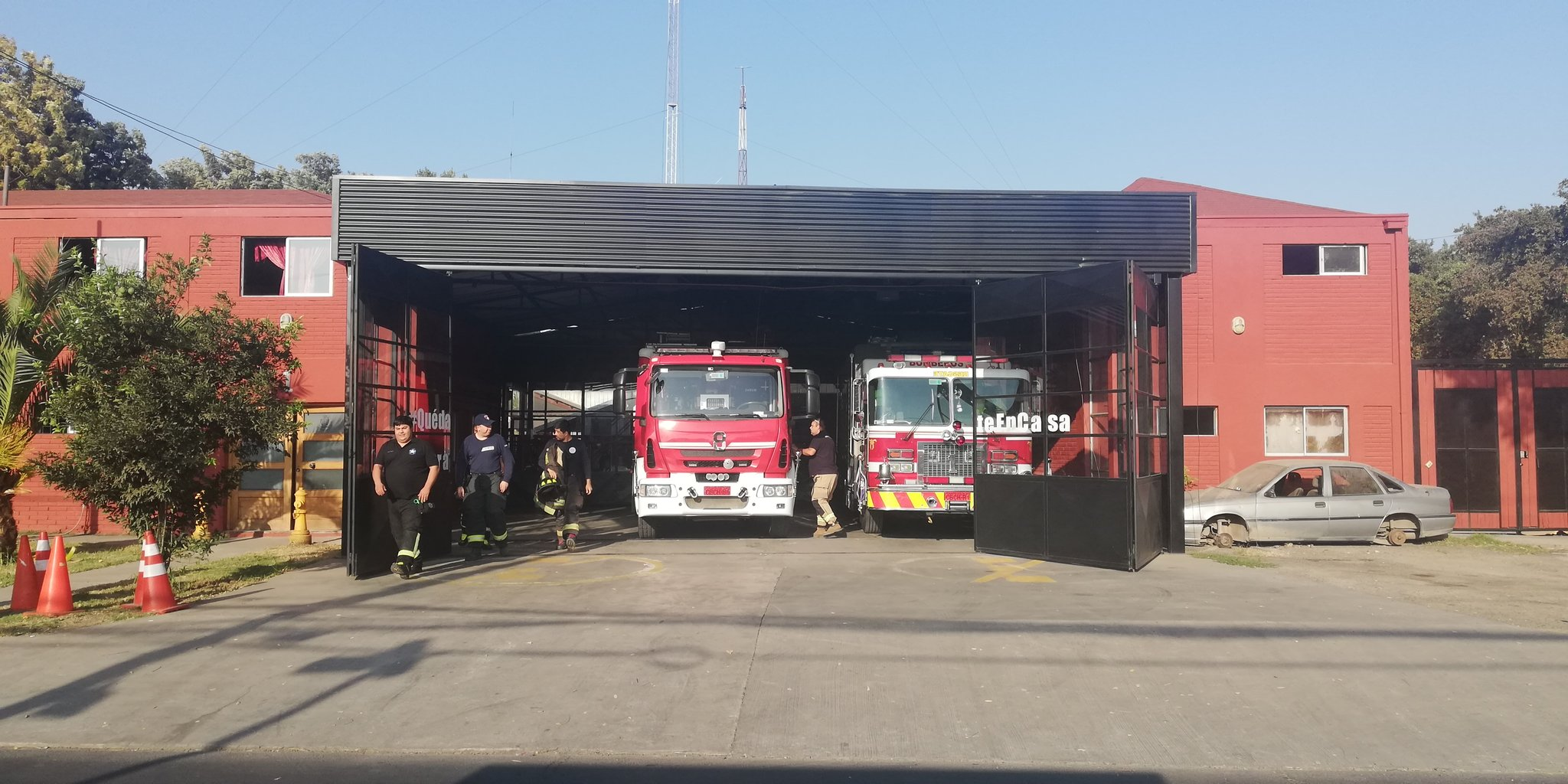
Cuartel de la Primera Compañía del Cuerpo de Bomberos de Quilicura.

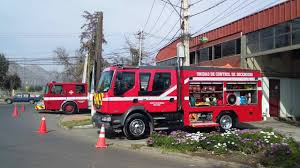
Cuartel de la Segunda Compañía del Cuerpo de Bomberos de Quilicura.

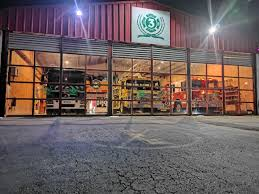
Cuartel de la Tercera Compañía del Cuerpo de Bomberos de Quilicura.

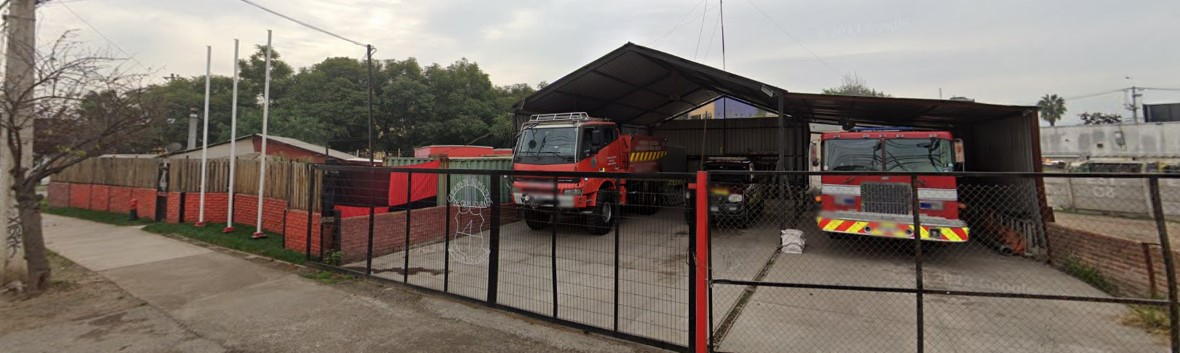
Cuartel Cuarta Compañía del Cuerpo de Bomberos de Quilicura.

| Nombre de Compañía                              | Fundación                         | Lema                                | Especialidad            | Material Mayor     | Cuartel                                |
| ----------------------------------------------- | --------------------------------- | ----------------------------------- | ----------------------- | ------------------ | -------------------------------------- |
| Primera Compañía "Bomba Quilicura"              | 29 de enero de 1954 (71 años)     | "Abnegación y Sacrificio"           | - Agua y Rescate        | B1 y RB1           | Lo Campino N.°484, Quilicura           |
| Segunda Compañía "Bomba El Mañío"               | 13 de noviembre de 1970 (54 años) | "La Vida por el Deber"              | - Materiales peligrosos | B2, H2 y HX2       | Intendente Saavedra N.°0222, Quilicura |
| Tercera Compañía "Bomba Lo Marcoleta"           | 14 de diciembre de 2001 (23 años) | "Honor, Sacrificio y Perseverancia" | - Escalas y Rescate     | B3, BM3 y Q3       | San Luis Norte N.°780, Quilicura.      |
| Cuarta Compañía "Bomba Amistad Turca - Chilena" | 9 de febrero de 2013 (11 años)    | "Esfuerzo y Perseverancia"          | - Agua y Forestal       | B4, BF4, BT4 y UT4 | Lo Bascuñán N.°664, Quilicura          |